# Arthur Armstrong Denny
Pour les articles homonymes, voir Denny.
Arthur Armstrong Denny (20 juin 1822 – 9 janvier 1899) est l'un des fondateurs de Seattle, dans l'État de Washington, le leader des pionniers du Groupe Denny,, puis le citoyen le plus riche de la ville et un membre du conseil législatif du territoire de Washington durant 9 mandatures. Il a donné son nom à Denny Hill, une ancienne colline de Seattle, aplanie au cours d'une série de projets d'infrastructure entre la fin des années 1890 et le début des années 1940, et dont l'ancien site correspond aujourd'hui au quartier de Denny Regrade. En revanche, Denny Way n'a pas été baptisé en son honneur mais en celui de son jeune frère David Denny.

## Enfance, jeunesse et départ pour l'Ouest
Arthur A. Denny est né près de Salem, dans le comté de Washington, Indiana, de parents d'origine irlandaise. Son père John Denny (1793–1875) s'est battu dans l'ouest lors de la guerre anglo-américaine de 1812 puis a fait partie du parlement de l'État de l'Illinois en tant qu'élu du parti Whig (il est finalement parti pour l'Ouest avec le Groupe Deny mais est resté dans la vallée de la Willamette dans l'Oregon lorsqu'Arthur et quelques autres ont poursuivi leur route vers le nord). Alors qu'il est encore enfant, la famille d'Arthur A. Denny s'établit dans le comté de Knox, dans l'Illinois. Denny n'y a pas une enfance facile. Il s'occupe de sa mère invalide tout en poursuivant son éducation à mi-temps. Il étudie la menuiserie, enseigne, puis étudie l'arpentage, avant de devenir ingénieur civil et arpenteur du comté de Knox en 1843. Cette même année, il se marie avec Mary Ann Boren, avec qui il aura six enfants : Louisa Catherine Frye, Margaret Leona Denny, Rolland Herschell Denny, Orion Orvil Denny, Arthur Wilson Denny, et Charles Latimer Denny.
En 1851, il dirige le Groupe Denny lors de leur départ vers l'Ouest. Ils quittent l'Illinois en avril, et arrive à Portland (Oregon) le 23 août. En novembre, il navigue sur le Puget Sound et arrive à Alki Point (aujourd'hui à la pointe ouest du district de Seattle) sur l'Elliott Bay le 13 novembre 1851. Alki Point s'avère rapidement ne pas être le lieu idéal pour s'établir. Le Groupe Denny se déplace rapidement vers la rive est de l'Elliot Bay, près de ce qui est maintenant le quartier de Pioneer Square à Seattle, le centre originel de la future ville.

## Carrière

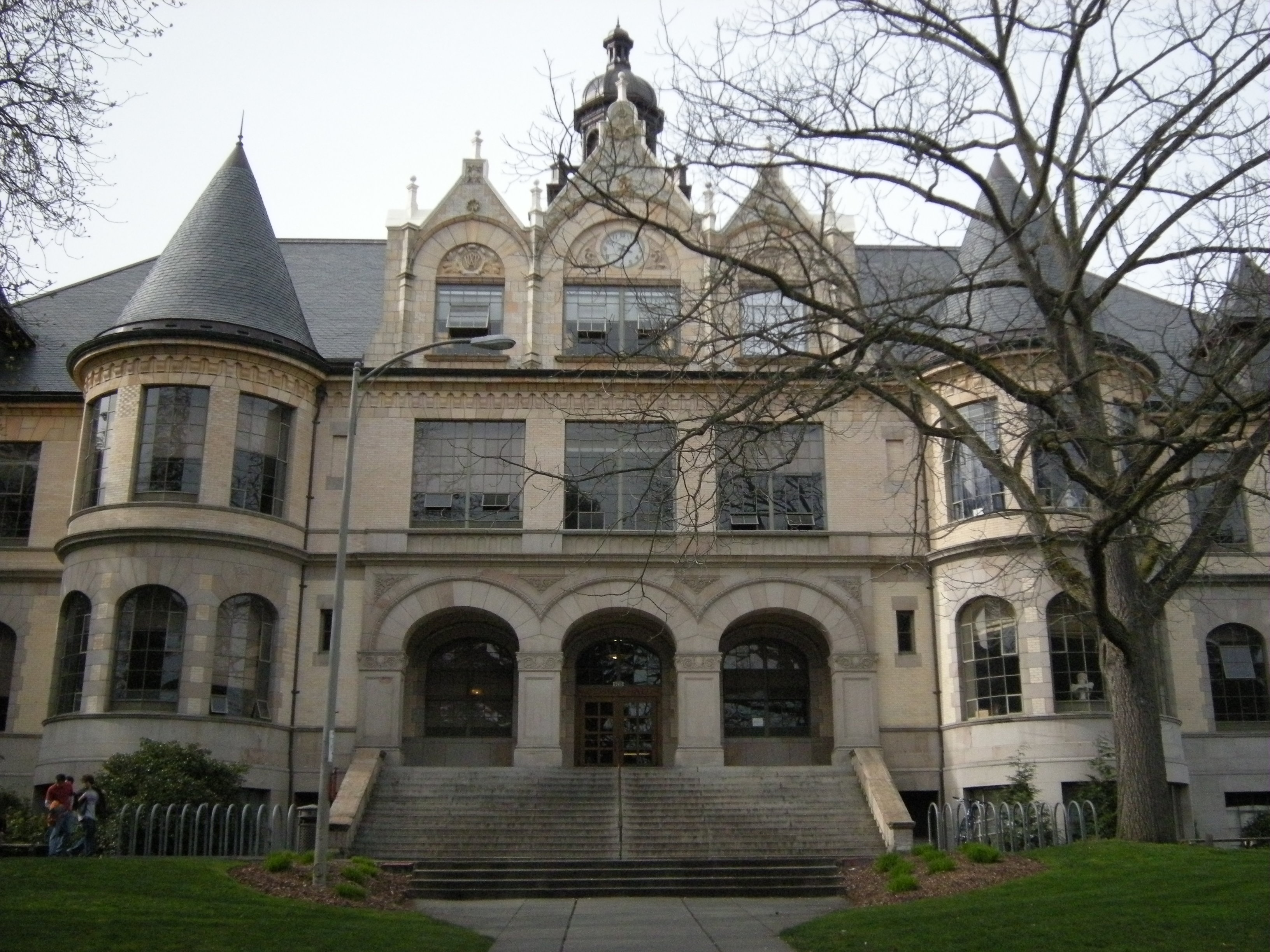
Denny Hall, université de Washington

Le 15 février 1852, Denny et les autres pionniers établissent leurs revendications territoriales . Denny lui-même s'établit comme marchand de cargaisons à la commission pour des capitaines de navires. En 1854, il commence un partenariat commercial avec Dexter Horton (fondateur de la première banque de Seattle et David Phillips. En 1855, il s'engage pour servir dans la guerre contre les Indiens qui se déroule alors dans le Territoire de Washington. Il occupe ensuite plusieurs postes politiques. Il est notamment commissaire du comté pour le comté de Thurston (Washington) (qui fait alors encore partie du territoire de l'Oregon), puis du comté de King, dont Seattle fait partie, une fois le territoire de Washington devenu une entité séparée de celui de l'Oregon. Il est également le premier à occuper la fonction de chef des postes de Seattle. Il siège à la chambre des représentants du territoire durant neuf mandats successifs, dont un en tant que président. De 1861 à 1865, il est greffier du Land Office. Enfin, il représente le territoire (alors sans droit de vote) au sein du 39e Congrès des États-Unis.
Denny passe tôt de la politique aux affaires. Il conclut de nouveau un partenariat avec Horton et Philipps, cette fois en prenant la moitié des parts de Dexter Horton and Co., la banque fondée par Horton et Philipps en 1870, qui deviendra plus tard la Seattle-First National Bank (qui était baptisée Seafirst Bank avant d'être absorbée par Bank of America). Il occupe également la direction de Seattle and Walla Walla Railroad, la première compagnie de chemin de fer de Seattle.
Plus tard dans sa vie, il participe aux activités de la Société des pionniers de l’État de Washington et écrit un mémoire intitulé Pioneer Days in Puget Sound.
Parmi ses autres activités notables, il est impliqué dans la fondation de l'université de Washington, pour laquelle il effectue une donation de terrains, qui correspondent à son site originel de Metropolitan Tract,. Sur le campus actuel de l'université, l'ancien bâtiment de l'administration (construit en 1895) est baptisé Denny Hall en son honneur.